# Луис Суарез
Луис Алберто Суарез Дијаз (шп. Luis Alberto Suárez Díaz; Салто, 24. јануар 1987) уругвајски је фудбалер који тренутно игра за Интер Мајами на позицији нападача. Означен је од стране многих као један од најбољих фудбалера своје генерације и као један од најбољих нападача свих времена. Освојио је 20 трофеја у каријери, укључујући седам титула првака државе и титулу у Лиги шампиона на клупском нивоу, као и Копа Америку са репрезентацијом Уругваја. Освојио је два пута Златну копачку за најбољег стријелца Европе, као и по једном награду за најбољег стријелца Ередивизие, Премијер лиге и Ла лиге, а постигао је преко 500 голова у каријери, за клуб и репрезентацију.
Познат је под надимком El Pistolero („Револвераш”). Каријеру је почео у Насионалу 2005. Са 19 година прешао је у холандски клуб Гронинген, гдје је провео двије године, након чега је прешао у Ајакс 2007, са којим је освојио титулу првака Холандије и Куп. Године 2011, прешао је у Ливерпул, са којим је освојио Лига куп у сезони 2011/12, док је у сезони 2013/14. био најбољи стријелац Премијер лиге, изједначивши рекорд по броју постигнутих голова у једној сезони Премијер лиге откако се игра 38 кола, са 31 голом, а такође, освојио је Златну копачку по први пут и проглашен је за најбољег играча Премијер лиге.
На љето 2014. прешао је у Барселону, за 82,3 милиона евра, чиме је постао један од најскупље плаћених фудбалера икада. У првој сезони у клубу освојио је троструку круну, Ла лигу, Куп краља и Лигу шампиона. У другој сезони, освојио је награду Пичичи, за најбољег стријелца Ла лиге и Златну копачку, поставши тако први играч након Лионела Месија и Кристијана Роналда, који је освојио обје награде у истој сезони. Такође, сезону је завршио и као најбољи асистент, поставши тако први играч у историји Ла лиге који је био најбољи стријелац и најбољи асистент у истој сезони. Са Барселоном, освојио је титулу у сезонама 2017/18. и 2018/19, Куп Краља у сезонама 2016/17. и 2017/18, као и Суперкуп 2016. и 2018. На крају 2020, Барселона је одлучила да не продужи уговор са њим.
У септембру 2020. прешао је у Атлетико Мадрид, за 6 милиона евра, а у првој сезони у клубу, освојио је Ла лигу, пети пут у каријери и прву за Атлетико након седам година. На љето 2022. прешао је у Насионал, са којим је освојио титулу првака Уругваја, након чега је у јануару 2023. прешао у Гремио, са којим је завршио на другом мјесту у лиги и добио је награду за најбољег играча првенства. У јануару 2024. прешао је у Интер Мајами.
Најбољи је стријелац у историји репрезентације Уругваја, са којом је завршио на четвртом мјесту на Свјетском првенству 2010, након чега је освојио Копа Америку 2011. и учествовао на Олимпијским играма 2012. На Купу Конфедерација 2013, завршио је на четвртом мјесту са Уругвајем, док је на Свјетском првенству 2014, одиграо двије утакмице, након чега је кажњен са девет утакмица суспензије због тога што је угризао Ђорђа Кјелинија. Наступио је и на Свјетском првенству 2018, гдје је Уругвај испао у четвртфиналу.
Током каријере, био је предмет бројних контроверзи, због уједа Отмана Бакала, Бранислава Ивановића и Кјелинија, као и због играња руком на гол линији у четвртфиналу Свјетског првенства 2010, како би спријечио гол Доминика Адије, због чега је добио црвени картон. Године 2011, увриједио је фудбалера Манчестер јунајтеда — Патриса Евру на расној основи, а три мјесеца касније, у њиховом поновном мечу, одбио је да му пружи руку; кажњен је због увреде са неколико утакмица суспензије, због чега се бунио. Познат је по томе што често фолира фаул како би изнудио прекршај или картон за противничког играча, а 2011. судија је дао црвени картон играчу Фулама — Џеку Родвелу, након малог контакта због којег је Суарез пао и дјеловало је да је озбиљно повријеђен.

## Дјетињство
„Док сам одрастао, угледао сам се само на једног играча и то је био Батистута, аргентински број 9.“

—Суарез о свом идолу из дјетињства — Габријелу Батистути.
Луис Суарез је рођен 24. јануара 1987. у Салту, главном граду Департмана Салто, на сјеверозападу Уругваја. Првих неколико година живио је у насељу Серо, гдје је играо фудбал за млади тим Депортиво Артигаса. Са седам година, преселио се у Монтевидео, у насеље Ла комерсијал, са родитељима и шесторо браће, гдје је играо фудбал за Уерту.
Када је био мали, аутомобил му је прешао преко стопала и поломио му пету метатарзалну кост. Упркос повреди, наставио је да игра фудбал. Идол из дјетињства му је Габријел Батистута, кога је гледао и хтио да буде као он.

## Клупска каријера

### Насионал
Са 14 година, прешао је у омладински тим Насионала. Са 16 година, ударио је судију главом, након што му је дао црвени картон на утакмици, а спортски уредник једног часописа, написао је да је Суарез случајно пао и ударио у судију. Прије него што је постао пунољетан, ухваћен је како пије и проводи се касно у увече, због чега му је тренер рекао да никад више неће играти ако не буде почео да игра фудбал озбиљније. У мају 2005. са 18 година, дебитовао је у првом тиму Насионала, против колумбијског Атлетико јуниора у Копа либертадоресу. He scored his first goal in September 2005 Насионал је те сезоне освојио титулу, а Суарез је постигао 10 голова на 27 утакмица у лиги.
Примијетили су га скаути Гронингена, када су били у Уругвају како би гледали другог фудбалера. Скаути су га гледали на утакмици против Дефенсора, гдје је изборио и дао гол из пенала, након чега је постигао још један гол; послије само те једне утакмице, скаути су му пришли и рекли да хоће да га купе, а на крају сезоне, Гронинген га је купио за 800,000 евра. Био је одушевљен због преласка у Европу, јер се његова тадашња дјевојка, а касније жена — Софија Балби, преселила у Барселону; били су у вези годину дана након њеног преласка и изјавио је да је хтио да јој буде ближе.

### Гронинген
У Гронинген је прешао са 19 година. У почетку, мучио се јер није знао ни холандски ни енглески и наступао је за резервни тим, како би се навикао на фудбал у Холандији. Његов саиграч, такође Уругвајац — Бруно Силва, помогао му је да се смјести у Холандији и да се навикне на нови тим. Напорно се трудио да научи холандски, због чега су га саиграчи поштовали. Након што је ушао у први тим, постизао је голове, али је имао и проблема са дисциплином; током пет утакмица заредом у јануару 2007, постигао је четири гола, а добио је три жута картона и један црвени. Suárez especially made his mark in a 4–3 home win over Vitesse, when with ten minutes to go he subsequently won a penalty and scored two goals. Сезону је завршио са 10 постигнутих голова на 29 утакмица у лиги, а Гронинген је завршио на осмом мјесту на табели. Такође, постигао је гол у поразу од Партизана 4:2, у Купу УЕФА 2006/07, на свом дебију у европским такмичењима, 14. септембра 2006.
Ајакс је хтио да га купи и послао је понуду од 3,5 милиона евра, али је Гронинген одбио. Суарез је био незадовољан због тога и случај је предао арбитражном комитету фудбалског савеза Холандије, како би покушао да олакша трансфер. Комитет је пресудио против њега, али је истог дана, Ајакс повећао понуду на 7,5 милиона евра и Гронинген је пристао да га прода.

### Ајакс

#### 2007—2009: Развој и пробој
Са Ајаксом, потписао је петогодишњи уговор, а дебитовао је у квалификацијама за Лигу шампиона 2007/08, против Славије из Прага. На дебију за клуб у лиги, постигао је један гол, у побједи од 8:1 на гостовању против Де Графшапа. На дебију на стадиону Ајакса, на Амстердам арени, постигао је два гола у побједи од 4:1 против [ФК Херенвен|Херенвена]]. Ајакс је сезону завршио на другом мјесту, три бода иза ПСВ-а, док је Суарез завршио са 17 постигнутих голова, док је његов саиграч из напада — Клас Јан Хунтелар, постигао 33 гола.
Током сезоне 2008/09, тренер Ајакса — Марко ван Бастен, изјавио је да Суарез игра битну улогу код већине голова свог тима и додао је да је узнемирен због броја картона које добија, Suárez was suspended for one match јер је добио седми жути картон у побједи од 2:0 против Утрехта. Такође је суспендован због сукоба на полувремену са саиграчем Албертом Лукеом око слободног ударца. Ajax ended the season in third place. Сезону је завршио са 22 постигнута гола на 31 утакмици у лиги, завршивши на другом мјесту на листи стријелаца, један гол иза Мунира ел Хамдуија из АЗ Алкмара. Такође, именован је за играча године Ајакса.

#### 2009/10: Титула и најбољи стријелац лиге
Прије почетка сезоне 2009/10, Мартин Јол је замијенио Ван Бастена на мјесту тренера, а након одласка капитена Ајакса — Томаса Вермалена у Арсенал, Суарез је постављен за новог капитена. У побједи од 4:1 против РКЦ валвајка, у другом колу, постигао је четири гола. Током сезоне, на више утакмица је постигао два или више голова, укључујући и четири гола против Слована у плеј офу за пласман у Лигу Европе 2009/10, против Венлоа у седмом колу лиге, као и против Роде у 21 колу. У побједи од 7:0 против Венлоа у 31 колу, постигао је три гола, сва три је постигао у првом полувремену, док је Марко Пантелић такође дао три. У осмини финала Купа постигао је шест голова у рекордној побједи Ајакса од 14:1 против Везепа.
Постигао је два гола у реванш утакмици финала у побједи од 4:1 против Фајенорда и завршио је као најбољи стријелац Купа са осам голова. Након побједе у првом мечу од 2:0, Ајакс је освојио Куп укупним резултатом 6:1, док је у Лиги завршио на другом мјесту, бод иза Твентеа, уз 106 постигнутих голова.
Сезону је завршио као најбољи стријелац лиге, са 35 постигнутих голова на 33 утакмице, а постигао је 49 голова у свим такмичењима. Изабран је за најбољег играча Ајакса другу годину заредом, а изабран је и за фудбалера године у Холандији.

#### 2010/11: Први инцидент са угризом
Недуго након што се вратио са Свјетског првенства 2010, постигао је стоти гол за Ајакс, у ремију 1:1 против ПАОКА, у трећем колу квалификација за Лигу шампиона 2010/11. Постао је један од неколико играча са постигнутих 100 голова за Ајакс, међу којима су Јохан Кројф, Марко ван Бастен и Денис Беркамп. Постигао је хет трик у побједи од 5:0 против Де Графшапа у четвртом колу, а постигао је још један гол, против НАК Бреде, у деветом колу.
На дан 20. новембра 2010, на утакмици 15 кола, у ремију од 0:0 против ПСВ-а, угризао је Отмана Бакала за раме. Судија није видио и није му дао картон, али га је Ајакс казнио новчано и са двије утакмице суспензије. Холандски дневни лист — De Telegraaf, „Канибал из Ајакса“, док му је фудбалски савез Холандије повећао суспензију на седам утакмица. Извинио се за свој поступак преко видео објаве коју је поставио на својој страници на друштвеној мрежи Facebook.

### Ливерпул

#### Трансфер
Током суспензије, Ајакс је био у контакту са неколико других европских клубова који су били заинтересовани за Суареза. На дан 28. јануара 2011, прихватили су понуду Ливерпула од 26,5 милиона евра. Иако је из клуба отишао док је био под суспензијом, растао се са њима у добрим односима, а приређен му је опроштај након једне утакмице у лиги. Током опроштаја, тренер Ајакса се обратио њему и навијачима, изјавивши да би клуб волио да је могао да остане дуже, а након говора је услиједио ватромет. Ајакс је сезону завршио као првак Холандије, а Суарезу је додијељена медаља, иако је играо само пола сезоне, током које је постигао седам голова на 13 утакмица.
На дан 31. јануара 2011, потписао је уговор са Ливерпулом на пет и по година, до 2016, а постао је најскупље појачање клуба, до доласка Ендија Керола, неколико сати касније. Тражио је дрес са бројем 7, који су носиле неке од легенди клуба, као што су: Кени Даглиш, Кевин Киган и Петер Бирдсли\

#### 2011—12: Прве двије сезоне
За Ливерпул је дебитовао 2. фебруара, у побједи од 2:0 против Стоука, на Енфилду; ушао је у игру у 63 минуту умјесто Фабија Аурелија, а постигао је гол у 79 минуту, након асистенције Дирка Којта. У првој сезони, био је један од најбољих играча клуба, иако је одиграо мали број утакмица, а Ливерпул је, са дванаестог мјеста када је Суарез дошао, напредовао и завршио је на шестом мјесту у Премијер лиги. Сезону је завршио са четири гола на 13 утакмица.
Након што је освојио награду за најбољег играча турнира на Копа Америци, имао је слабију сезону у Премијер лиги. Ливерпул је завршио на осмом мјесту на табели, а Суарез је постигао 11 голова у лиги. На дан 26. фебруара, Ливерпул је освојио Лига куп, побиједивши Кардиф на пенале. На дан 28. априла, постигао је хет трик у побједи од 3:0 против Норича, што ју био први хет трик у Премијер лиги. Био је кандидат за ФИФА Златну лопту, али је завршио на шестом мјесту у избору.

##### Увреда на расној основи
Сезона је била обиљежена инцидентом на утакмици против Манчестер јунајтеда, у октобру, када је Суарез увриједио на расној основи Патриса Евру. Фудбалски савез Енглеске (ФА), казнио га је са осам утакмица суспензије и 40,000 фунти, а Суарез је био незадовољан одлуком, тврдећи да није крив.
Након утакмице 15. октобра, која је завршена неријешено 1:1, оптужен је да је увриједио Евру на расној основи, а ФА је започео истрагу око инцидента. Суарез је написао на својим страницама на друштвеним мрежама Twitter и Facebook, да је узнемирен оптужбама и да није крив. На дан 16. новембра, ФА је објавио да ће оптужити Суареза за „насилан и/или уврједљив говор и/или понашање, које је у супротности са правилима ФА“, укључујући „референцу на етничко поријекло и/или боју и/или расу Патриса Евре.“ Ливерпул је касније издао саопштење, у којем је наведено да се Суарез изјашњава да није крив и да ће га клуб у потпуности подржавати. На дан 20. децембра, ФА је закључио седмодневно саслушање, донијевши одлуку да казни Суареза са осам утакмица суспензије и 40,000 фунти, због вријеђања Евре на расној основи.
На њиховом новом мечу, у фебруару, прије почетка утакмице, одбио је да пружи руку Еври, због чега се касније извинио и он и тренер — Кени Даглиш. Такође, кажњен је са једном утакмицом суспензије због показивања средњег прста навијачима Фулама.

#### 2012/13: Повратак са суспензије и индивидуални успјеси
На дан 7. августа 2012, потписао је нови дугогодишњи уговор са Ливерпулом. На дан 26. августа, постигао је први гол у сезони, у ремију 2:2 против Манчестер Ситија, у другом колу. У шестом колу, у побједи од 5:2 на гостовању против Норича, постигао је хет трик, уз асистенцију Нурију Шахину.
На дан 6. јануара 2013, играо је руком прије него што је постигао одлучујући гол у побједи од 2:1 против Мансфилд тауна, у трећој рунди ФА купа. Тренер Ливерпула — Брендан Роџерс, бранио је Суареза, изјавивши да није његов посао да призна, док је тренер Мансфилда — Пол Кокс, изјавио је да се осјетио лоше због инстинктивног рукомета, али је признао да би прихватио гол на такав начин од стране једног од својих играча.
На дан 19. јануара, постигао је седми гол на три меча против Норича постигао, у побједи од 5:0, док су по гол постигли и Стивен Џерард и Филипе Кутињо. Наредне недеље, био је капитен Ливерпула по први пут у каријери, у четвртој рунди ФА купа, у поразу од Олдама 3:2 кући. На дан 2. марта, постигао је хет трик у побједи од 4:0 на гостовању против Вигана, поставши тако трећи играч Ливерпула који је постигао 20 голова у једној сезони Премијер лиге, након Робија Фаулера и Фернанда Тореса. На дан 10. марта, постигао је гол и изборио пенал који је погодио Џерард, у побједи од 3:2 против Тотенхема; то му је био 50 гол за Ливерпул у свим такмичењима.
На крају сезоне, нашао се на списку од шест номинованих играча за фудбалера године у Енглеској по избору играча. У избору је завршио на другом мјесту, иза Гарета Бејла, а нашао се у идеалном тиму сезоне у Премијер лиги. Са 23 постигнута гола, завршио је сезону као други најбољи стријелац лиге, иза Ван Персија, а са постигнутих 30 голова у свим такмичењима, био је најбољи стријелац Ливерпула у сезони. На дан 28. маја 2013, изабран је за играча године Ливерпула, након што је добио 64% гласова од стране навијача.

##### Други инцидент са угризом
Нас дан 21. августа, током утакмице против Челсија, која је завршена 2:2, угризао је Бранислава Ивановића, што је био други пут да је угризао противничког играча. Тај инцидент није примијетио судија, Суарез није добио картон, након чега је постигао изједначујући гол у судијској надокнади. Након инцидента, премијер Велике Британије — Дејвид Камерон позвао је ФА како би тражио строгу казну за Суареза; ФА је отворио истрагу, а Ливерпул га је казнио новчано, али сума није објављена. Ивановић није прихватио извињење, иако је Суарез тврдио да јесте. Прихватио је оптужбе за насилничко понашање, али се није сложио са тврдњом ФА да стандардна казна од три утакмице није довољна. Независни комитет од три особе, који је основан од стране ФА, донио је одлуку да га казни са десет утакмица суспензије; комитет га је критиковао због тога што није цијенио „озбиљност“ инцидента када се заложио против дуге забране. Комитет је такође желио да пошаље „снажну поруку да таквим жалосним понашањима није мјесто у фудбалу“, уз напомену да се „сви играчи на вишем нивоу игре сматрају узорима, дужни су да дјелују професионално и одговорно и да пошаљу највиши примјер доброг владања остатку играча — посебно младим играчима. Суарез се није жалио на одлуку.
На дан 31. маја, изјавио је да ће тражити да оде из клуба на љето, наводећи претјерану пажњу медија на његову породицу као разлог због којег хоће да оде. На дан 6. августа, након што је Ливерпул одбио понуду Арсенала од 40 милиона фунти, Суарез је изразио жељу да напусти клуб, наводећи да су му челници Ливерпула обећали да ће моћи да оде уколико се клуб не квалификује у Лигу шампиона 2013/14. Наредног дана, тренер Ливерпула — Брендан Роџерс, изјавио је да Ливерпул није прекршио ниједно обећање дато Суарезу, додавши да је Суарез показао непоштовање према клубу. Након тог инцидента, британски медији су објавили да је Роџерс забранио Суарезу да тренира са првим тимом. На дан 8. августа, власник Ливерпула — Џон Хенри, објавио је да Суарезу неће бити дозвољено да напусти клуб.

#### 2013/14: Златна копачка и одлазак
На дан 14. августа, наизглед је промијенио одлуку да напусти клуб, а медији су изјавили да жели да остане и да ће можда продужити уговор, наводећи да је промијенио одлуку због подршке навијача Ливерпула. Suárez returned to first-team training two days later after "offer[ing] contrition" to his teammates but reportedly not apologising to his manager. На дан 25. септембра, вратио се у тим након суспензије, а прву утакмицу у новој сезони одиграо је у поразу од 1:0 против Манчестер јунајтеда, у трећој рунди Лига купа. Четири дана касније, одиграо је прву утакмицу у новој сезони у Премијер лиги, у побједи од 3:1 против Сандерленда, у шестом колу, гдје је постигао два гола. На дан 5. октобра, одиграо је прву утакмицу у новој сезони на Енфилду, гдје је постигао први гол у побједи од 3:1 против Кристал Паласа. На дан 26. октобра, постигао је четврти хет трик у Премијер лиги, у побједи од 4:1 против Вест Бромич албиона. Према подацима мреже BBC, постигао је хет трик на сваке 20,3 утакмице, што је био најбољи проценат међу свим играчима који су постигли више од једног хет трика у Премијер лиги.

„У свом времену у Ливерпулу последњих годину или тако, показао је да је неизводљив. Он сам може да окупира задњу четворку својим покретом и својом памећу.“

— Брендан Роџерс, тренер Ливерпула, у сезони када је Суарез био играч године.
На дан 4. децембра, постигао је четири гола у побједи од 5:1 против Норича кући, чиме је постао први фудбалер у Премијер лиги који је постигао три хет трика против истог клуба, постигавши укупно 11 голова на пет утакмица против Норича. На дан 15. децембра, носио је капитенску траку Ливерпула по први пут у једној утакмици Премијер лиге, против Тотенхема, гдје је постигао гол и уписао асистенцију у побједи од 5:0 на гостовању против Тотенхема, чиме је Ливерпул дошао на два бода заостатка иза Арсенала. Наредног дана, проглашен је за играча године у Енглеској по избору навијача, за 2013. На дан 20. децембра, потписао је нови уговор са Ливерпулом, на четири и по године.
На дан 1. јануара 2014, постигао је гол у побједи од 2:0 против Хал Ситија, чиме је постао први фудбалер Ливерпула који је постигао 20 голова у Премијер лиги двије сезоне заредом након Робија Фаулера, који је постизао преко 20 голова у сезонама 1994/95. и 1995/96. Изједначио је рекорд Ендија Кола са најмањим бројем одиграних утакмица у којем је постигао 20 голова. Формирао је партнерство у нападу са Данијелом Стариџом, а добили су надимак „САС“.
На дан 1. марта, одиграо је своју стоту утакмицу у Премијер лиги, постигавши гол у побједи од 3:0 против Саутемптона. У 30 колу, постигао је 25 гол у сезони, у побједи од 3:0 против Манчестер јунајтеда на Олд Трафорду, што је била прва побједа Ливерпула против Јунајтеда са великом разликом од 2009. На дан 22. марта, постигао је шести хет трик у Премијер лиги и трећи у сезони, у побједи од 6:3 против Кардиф Ситија. На дан 30. марта, срушио је рекорд Робија Фаулера од 28 постигнутих голова у једној сезони за Ливерпул, у побједи од 4:0 против Тотенхема, којом је Ливерпул преузео прво мјесто на табели, шест утакмица прије краја. На дан 20. априла, постигао је гол у побједи од 3:2 против Норича, поставши тако први играч Ливерпула који је постигао 30 голова у једној сезони, Јана Раша из сезоне 1986/87. Такође, постао је седми фудбалер који је постигао 30 голова у једној сезони Премијер лиге, након Ендија Кола, Алана Ширера, Кевина Филипса, Тијерија Анрија, Кристијана Роналда и [[Робин ван Перси|Робина ван Персија|.
На дан 18. априла, нашао се на списку од шест номинованих играча за фудбалера године у Енглеској, од стране играча, другу годину заредом. Девет дана касније, добио је награду, поставши први играч ван Европе који је освојио награду. На дан 5. маја, проглашен је за фудбалера године у Енглеској по избору новинара. Сезону је завршио са постигнутих 31 голом на 33 утакмице, чиме је освојио златну копачку за најбољег стријелца Премијер лиге, док је Данијел Стариџ завршио на другом мјесту. Ливерпул је сезону завршио на другом мјесту на табели, два бода иза Манчестер Ситија, уз 101 постигнут гол. На дан 13. маја, добио је награду за најбољег фудбалера Премијер лиге. Са 31 постигнутим голом, добио је Златну копачку, за најбољег стријелца Европе, коју је подијелио са Кристијаном Роналдом, који је дао 31 гол у Ла лиги. На дан 21. маја, нашао се на првом мјесту на листи најутицајнијих фудбалера у Европи, испред Месија, Златана Ибрахимовића и Кристијана Роналда, према истраживању компаније Bloomberg, спроведеног у пет најјачих европских лига.

### Барселона

#### Трансфер и суспензија
На дан 11. јула 2014, потписао је петогодишњи уговор са Барселоном, а цијена трансфера није објављена. Ипак, судећи према документима који су процурили у јавност, трансфер је износио 82,3 милиона евра, по чему је постао један од најскупље плаћених фудбалера у историји. Узео је дрес са бројем 9.
Први дио сезоне је морао да пропусти због суспензије од четири мјесеца без фудбала, коју је добио након што је угризао Кјелинија на Свјетском првенству 2014. Током периода суспензије, била му је забрањена свака активност у вези са фудбалом, укључујући и тренинг са клубом и одлазак на стадионе као гледалац.
На дан 24. јула, заједно са адвокатима, уложио је жалбу Суду за спортску арбитражу (CAS), у којој је тражио да се казна укине или смањи. Саслушање је одржано 8. августа, у просторијама суда у Лозани. Шест дана касније, суд је потврдио суспензију коју је донијела ФИФА, од четири мјесеца без играња фудбала и девет утакмица суспензије за репрезентацију, од којих је прва била у осмини финала Свјетског првенства против Колумбије. Суд је ублажио казну и дозвољено му је да долази на стадионе и тренира са клубом.
Суд му је дозволио да игра на пријатељским утакмицама и за Барселону је дебитовао 18. августа, против мексичког Леона, на Камп ноуу, у мечу Гампер трофеј; ушао је у игру у 60 минуту, умјесто Рафиње, а Барселона је побиједила 6:0.

#### 2014/15: Трио MSN и трострука круна
У такмичарским мечевима дебитовао је 25. октобра, гдје је играо заједно са Лионелом Месијем и Нејмаром, у деветом колу Ла лиге, против Реал Мадрида. Асистирао је Нејмару за водећи гол, али је Реал на крају побиједио 3:1. Први гол за клуб постигао је у побједи од 4:0 против АПОЕЛ-а, у петом колу групне фазе Лиге шампиона. На дан 20. децембра, постигао је први гол у лиги, на свом осмом мечу, у побједи од 5:0 против Кордобе.
На дан 24. фебруара, постигао је два гола у побједи од 2:1 против Манчестер Ситија, у првој утакмици осмине финала Лиге шампиона. На дан 4. марта, постигао је гол у побједи од 3:1 против Виљареала, у полуфиналу Купа краља, за пролаз у 37 финале Купа за Барселону. На дан 8. марта, постигао је два гола у побједи од 6:1 против Рајо Ваљекана, након чега је постигао побједоносни гол у побједи од 2:1 против Реал Мадрида. На конференцији послије меча, тренер Барселоне — Луис Енрике, изјавио је: „мало играча може да постигне гол као што је он и то је разлог што смо га довели. Он може да одлучи утакмице. Прави је голгетер, коме је потребно мало да би погодио.“
На дан 15. априла, постигао је два гола у побједи од 3:1 на гостовању Париз Сен Жермену, у првој утакмици четвртфинала Лиге шампиона. Оба пута, пребацио је лопту кроз ноге Давиду Луизу, прије постизања гола. На дан 2. маја, постигао је први хет трик за клуб, у побједи од 8:0 против Кордобе. На дан 12. маја, уписао је двије асистенције, обје Нејмару, у поразу 3:2 од Бајерн Минхена у реванш утакмици полуфинала Лиге шампиона; Барселона је добила прву утакмицу 3:0 и пласирала се у прво финале након четири године. У финалу, играла је против Јувентуса, 6. јуна, у Берлину. Суарез је постигао гол за вођство 2:1; Меси је шутирао, Ђанлуиђи Буфон одбранио, а Суарез натрчао на одбијену лопту. Барселона је побиједила 3:1 и освојила титулу, што је била прва освојена Лига шампиона за Суареза. Такође, Барселона је освојила Ла лигу и Куп краља и тако освојила троструку круну.
Прву сезону у клубу завршио је са 25 голова и 20 асистенција у свим такмичењима. Нападачки трио, који је чинио заједно са Месијем и Нејмаром, назван је „MSN“, а у сезони су постигли 122 гола заједно, чиме су срушили рекорд Барселоне по броју голова једног нападачког трија у сезони, из сезоне 2008/09. од 100 голова које су постигли Меси, Самјуел Ето и Тијери Анри. Такође, поставили су рекорд шпанског фудбала по броју голова нападачког трија у сезони, срушивши рекорд од 118 голова из сезоне 2011/12, који су поставили Кристијано Роналдо, Карим Бензема и Гонзало Игуаин.

#### 2015—2017: Друга Златна копачка
Сезону 2015/16, почео је на утакмици УЕФА суперкупа, 11. августа 2015, гдје је постигао гол и уписао асистенцију у побједи од 5:4 против Севиље након продужетака. Следећег дана, именован је за једног од три кандидата у избору за награду УЕФА фудбалер године, за најбољег играча у Европи. На дан 31. октобра, постигао је гол након асистенције Серђија Роберта у побједи од 2:0 на гостовању против Хетафеа. То му је био 11 гол у сезони и 300 гол у каријери. На дан 21. новембра, постигао је два гола у побједи од 4:0 на гостовању против Реал Мадрида.
На дан 17. децембра, постигао је сва три гола у побједи од 3:0 против Гуангџоу еверграндеа, у полуфиналу Свјетског клупског првенства, поставши тако први играч који је постигао хет трик на такмичењу икада. У финалу, постигао је два гола у побједи од 3:0 против Ривер Плате, чиме је завршио турнир као најбољи стријелац, са пет голова, а такође је проглашен и за најбољег играча турнира.
На дан 3. фебруара 2016, постигао је четири гола у побједи од 7:0 против Валенсије, у полуфиналу Купа краља. На дан 16. марта, постигао је гол у побједи од 3:1 против Арсенала, у првој утакмици осмине финала Лиге шампиона. У четвртфиналу, постигао је оба гола у побједи од 2:1 против Атлетико Мадрида у првој утакмици, али је у реваншу Атлетико побиједио 2:0 и Барселона је испала из Лиге шампиона.
На дан 20. априла, постигао је четири гола, уз три асистенције, Ивану Ракитићу, Месију и Нејмару, у побједи од 8:0 против Депортиво ла Коруње. Три дана касније, поново је постигао четири гола, у побједи од 6:0 против Спортинг Хихона, поставши тако први играч у историји Ла лиге који је постигао по четири гола на двије утакмице заредом. На дан 30. априла, постигао је гол у побједи од 2:0 против Бетиса, поставши тако други играч Барселоне који је постигао 35 голова у једној сезони у лиги, након Месија.
У последњем колу, постигао је хет трик у побједи од 3:0 против Гранаде, чиме је стигао до 40 голова у сезони у Ла лиги и освојио је по први пут награду Пичичи, за најбољег стријелца Ла лиге и Златну копачку, за најбољег стријелца Европе по други пут. Такође, постао је први играч након Месија и Кристијана Роналда, који је освојио обје награде у истој сезони. Завршио је, заједно са Месијем, као најбољи асистент лиге, са по 16 асистенција, чиме је постао први фудбалер у историји Ла лиге који је био и најбољи стријелац и најбољи асистент у истој сезони.
На дан 22. маја, у побједи од 2:0 против Севиље у финалу Купа краља, доживио је повреду тетиве, а клуб је потврдио да ће вјероватно морати да пропусти Копа Америку 2016. са репрезентацијом Уругваја, након што је претходно пропустио дио Свјетског првенства 2024. и Копа Америку 2015. због суспензије. Трио Меси, Суарез и Нејмар, завршио је сезону са 131 постигнутим голом, срушивши свој рекорд из претходне сезоне од највише постигнутих голова нападачког триа у једној сезони.
Сезону 2016/17, почео је голом у побједи од 2:0 против Севиље, након асистенције Арде Турана, у Суперкупу Шпаније. На првој утакмици у лиги, постигао је хет трик у побједи од 6:2 против Бетиса, а такође је постигао свој први гол из слободног ударца за Барселону. Стоту утакмицу за клуб одиграо је у поразу 2:1 кући од Алавеса. Иако није дао гол на тој утакмици, дошао је до бољег учинка по броју голова и асистенција на првих 100 утакмица за клуб, од Месија и Кристијана Роналда; Суарез је на првих 100 утакмица постигао 88 голова и уписао 43 асистенције, док је Роналдо постигао 95 голова и 29 асистенција, а Меси 41 гол и 14 асистенција.
У Лиги шампиона, постигао је два гола у побједи од 7:0 против Селтика, у првом колу групне фазе. Три дана касније, постигао је гол у побједи од 5:1 против Леганеса, а стоти гол за Барселону, постигао је 11. јануара 2017, у побједи од 3:1 против Атлетик Билбаа, у реванш утакмици осмине финала Купа краља, чиме је Барселона прошла даље, након пораза 2:1 у првој утакмици.
На дан 7. фебруара, постигао је гол у ремију 1:1 против Атлетико Мадрида, у реванш утакмици полуфинала Купа краља, али је добио други жути картон због фаула над Кокеом, што му је био први црвени картон у клубу и морао је да пропусти финале против Алавеса. У интервјуу послије меча, изразио је незадовољство због одлуке судије и изјавио је да се нада да ће се клуб жалити. Ипак, није играо у финалу, а Барселона је побиједила 3:1 и освојила Куп трећу годину заредом.
На дан 8. марта, постигао је водећи гол у трећем минуту, у побједи од 6:1 против Париз Сен Жермена у реваншу осмине финала Лиге шампиона, након чега је, у 90 минуту, при резултату 4:1, изборио пенал, који је Нејмар погодио; у 93 минуту, Серђи Роберто је постигао гол за 6:1 и пролаз даље. Барселона је побиједила укупним резултатом 6:5, након што је Париз Сен Жермен побиједио 4:0 у првој утакмици, чиме је направила највећи преокрет у историји Лиге шампиона.

#### 2017—2019: Успјеси у Ла лиги
На дан 23. септембра 2017, дао је гол у побједи од 3:0 против,,Ђироне. На дан 14. октобра, дао је гол главом у ремију од 1:1 против Атлетико Мадрида, у осмом колу, чиме је Барселона остала непоражена. У 12 колу, дао је два гола у побједи од 3:0 против Леганеса, чиме је Барселона остварила 11 побједу, уз један реми. На дан 17. децембра, постигао је два гола у побједи од 4:0 против Депортиво ла Коруње, а недељу дана касније, постигао је водећи гол у побједи од 3:0 на гостовању против Реал Мадрида.
Након зимске паузе, дао је два гола у побједи од 4:2 против Реал Сосиједада,у јануару 2018, док је постигао хет трик у побједи од 6:1 против Ђироне, у 25 колу, чиме је Барселона наставила низ без пораза. На дан 31. марта, постигао је гол у ремију 2:2 против Севиље; Севиља је водила 2:0, а Суарез и Меси су дали по гол у 88 и 89 минуту за реми. На дан 14. априла, дао је гол у побједи од 2:1 против Валенсије, захваљујући чему је Барселона срушила рекорд по броју утакмица без пораза у Ла лиги, са 39.
На дан 21. априла, Барселона је освојила Куп краља четврту годину заредом, побиједивши у финалу Севиљу 5:0, а Суарез је дао два гола. У 36 колу, постигао је водећи гол, након чега је асистирао Месију код другог гола, у ремију 2:2 против Реал Мадрида, 6. маја. Низ Барселоне без пораза прекинут је у 37 колу, када је изгубила од Левантеа 5:4; Суарез је дао гол из пенала, а ново појачање Барселоне из Ливерпула — Филипе Кутињо, постигао је хет трик, након што је Леванте водио 5:1.
У сезони 2018/19, у побједи од 8:2 против Уеске у трећем колу, постигао је два гола, уз асистенцију Усману Дембелеу. Недељу дана касније, постигао је гол у побједи од 2:1 против Реал Сосиједада, чиме је Барселона остварила све четири побједе на почетку сезоне. На дан 28. октобра, постигао је хет трик у побједи од 5:1 против Реал Мадрида у Ел Класику, поставши тако први фудбалер након Месија који је постигао хет трик у Ел Класику у оквиру Ла лиге у последњих 25 година, након Ромарија 1994.
На дан 27. априла, Барселона је осигурала титулу првака Шпаније другу годину заредом, а укупно четврту титулу откад је Суарез у тиму. У Лиги шампиона, постигао је само један гол, у побједи од 3:0 против његовог бившег клуба — Ливерпула, у првој утакмици полуфинала. Ипак, Ливерпул је у реваншу побиједио 4:0, голом Дивока Оригија након корнера Трента Александера Арнолда, чиме је Барселона испала из Лиге шампиона након што је имала три гола предности у првој утакмици другу годину заредом.

#### 2019/20: Последња сезона
На утакмици првог кола Ла лиге у сезони 2019/20, повриједио се у 37 минуту и морао је да изађе из игре, а Барселона је изгубила 1:0 од Атлетик Билбаа, голом Арица Адурица. На терен се вратио у побједи од 5:2 против Валенсије, у четвртом колу; ушао је у игру у 60 минуту умјесто Ансуа Фатија и постигао је два гола. На дан 2. октобра, постигао је оба гола у побједи од 2:1 против Интера, у другом колу групне фазе Лиге шампиона. Четири дана касније, постигао је гол маказицама у побједи од 4:0 против Севиље.
На дан 27. новембра, постигао је први гол и асистирао Месију код другог, у побједи од 3:1 против Борусије Дортмунд у петом колу Лиге шампиона, а трећи гол постигао је Антоан Гризман. На дан 7. децембра, постигао је гол у побједи од 5:2 против Мајорке, који је од стране многих оцијењен као један од најбољих голова у сезони. Три дана касније, био је капитен тима по први пут и уписао је асистенцију Фатију у побједи од 2:1 против Интера у шестом колу групне фазе. На дан 12. јануара, објављено је да Суарез мора на операцију кољена, због које ће можда паузирати четири мјесеца; повриједио се на утакмици Суперкупа Шпаније, у поразу 3:2 од Атлетико Мадрида.
Након утакмица 27 кола, лига је прекинута због пандемије ковида 19; а настављена је у јуну. На дан 27. јуна, у 32 колу, постигао је два гола након двије асистенције Месија у ремију 2:2 против Селте; Барселона је два пута водила, а Јаго Аспас је дао гол у 89 минуту за 2:2. На дан 9. јула, постигао је свој 195 гол за Барселону, у побједи од 1:0 против Еспањола, чиме је дошао на треће мјесто на листи најбољих стријелаца Барселоне, иза Месија и Сезара Родригеза, престигавши Ласла Кубалу.
На дан 8. августа, након што је због повреде пропустио прву утакмицу, у реваншу осмине финала Лиге шампиона против Наполија, постигао је гол из пенала у побједи од 3:1, чиме се Барселона пласирала у четвртфинале, гдје је играла против Бајерн Минхена у Лисабону. Бајерн је водио 4:1 на полувремену; у другом полувремену, Суарез је постигао гол након асистенције Жордија Албе за 4:2, али је Бајерн дао још четири гола и побиједио је 8:2, што је био најтежи пораз Барселоне након 70 година, а сезону је завршила без трофеја први пут након сезоне 2007/08.

### Атлетико Мадрид

#### 2020/21: Прва сезона
„Заслужили сте опроштај који доликује томе ко сте: један од најважнијих играча у историји клуба, постижући велике ствари за тим и на индивидуалном нивоу. Нисте заслужили да вас избаце као што су то учинили. Али истина је да ме у овој фази више ништа не изненађује.“

— Лионел Меси, о начину на који је Суарез отишао из Барселоне.
Након што је постављен за новог тренера Барселоне 19. августа 2020. — Роналд Куман је обавијестио Суареза да клуб више не рачуна на њега, а предсједник клуба — Јозеп Марија Бартомеу, уклонио га је са списка играча које је планирао да казни након пораза од Бајерна 8:2, у Лиги шампиона.
На дан 23. септембра 2020, након што није успио да пређе у Јувентус, усред оптужби да је варао како би добио италијанско држављанство, потписао је двогодишњи уговор са Атлетико Мадридом.
На дебију за клуб, 27. септембра, постигао је два гола, уз асистенцију Маркосу Љорентеу, у побједи од 6:1 против Гранаде. На дан 25. новембра, његов гол који је постигао против Мајорке 7. децембра 2019, номинован је за награду Пушкаш, за најбољи гол године, али је награду добио Сон Хјунгмин из Тотенхема. На дан 3. јануара 2021. у побједи од 3:1 на гостовању против Алавеса, дао је гол за побједу у 90 минуту, чиме је престигао Радамела Фалкаа, као играч са најбољим стартом за клуб у 21. вијеку; на првих 12 утакмица у Ла лиги, постигао је девет голова и двије асистенције, док је Фалкао у истом броју утакмица 2011, постигао девет голова и једну асистенцију.
На дан 21. јануара, постигао је два гола, од чега пенал у последњем минуту, у побједи од 2:1 против Еибара, чиме је стигао до барем десет постигнутих голова у лиги у десет сезона заредом. Три дана касније, постигао је гол у побједи од 3:1 против Валенсије, чиме је дошао до 12 датих голова на 15 утакмица, чиме је дошао на друго мјесто као играч са најбољим стартом сезоне у новом клубу у Ла лиги, иза Кристијана Роналда, који је 2010. постигао 13 голова на 15 утакмица, у првој сезони у Реал Мадриду. На дан 31. јануара, постигао је два гола у побједи од 4:2 против Кадиза, такође постигавши први гол из слободног ударца за клуб. На дан 8. фебруара, постигао је два гола у ремију 2:2 против Селте, чиме је дошао до 16 голова на 22 утакмице.
На дан 7. марта, постигао је водећи гол против Реал Мадрида, у дербију Мадрида,али је Реал изједначио голом Бенземе у 88 минуту. На дан 21. марта, постигао је гол у побједи од 1:0 против Алавеса, чиме је дошао до 500 постигнутих голова у каријери.

## Репрезентативна каријера
Позван је у репрезентацију Уругваја до 20 година, за утакмице квалификација за Свјетско првенство 2007. али га његов тадашњи клуб — Гронинген, није пустио. Уругвај се пласирао на првенство, на којем је Суарез играо и постигао је два гола на четири утакмице. Први гол је постигао у групној фази, у ремију 2:2 против Шпаније, након чега је дао гол у осмини финала, у поразу 2:1 од Сједињених Америчких Држава након продужетака и Уругвај је испао.
За сениорску репрезентацију Уругваја, дебитовао је 8. фебруара 2007, на пријатељској утакмици против Колумбије. У 85 минуту утакмице, добио је други жути картон и искључен је, а Уругвај је побиједио 3:1. У квалификацијама за Свјетско првенство 2010. играо је на 19 од 20 утакмица и постигао је пет голова.

### Свјетско првенство 2010.
У јуну 2010, селектор репрезентације — Оскар Табарез, уврстио га је на списак од 23 играча за Свјетско првенство 2010, у Јужној Африци, гдје је чинио нападачки трио са Дијегом Форланом и Едисоном Каванијем. Уругвај је почео првенство ремијем 0:0 против Француске. На утакмици другог кола, у побједи од 3:0 против Јужноафричке Републике, изборио је пенал из којег је Форлан дао гол, након чега је асистирао Алвару Переири за гол у судијској надокнади времена. У последњој утакмици групне фазе, постигао је гол у побједи од 1:0 против Мексика, након асистенције Каванија и проглашен је за играча утакмице, а Уругвај је завршио на првом мјесту у групи А и прошао у нокаут фазу.
У осмини финала, у побједи од 2:1 против Јужне Кореје, постигао је оба гола. Први је да у 8 минуту на асистенцију Форлана, док је други дао у 80 минуту, након што је предриблао одбрамбене играче и шутирао, а због своје игре, поново је проглашен за играча утакмице. Након побједе, Уругвај се пласирао у четвртфинале Свјетског првенства први пут након 1970. У четвртфиналу, против Гане, резултат је био 1:1 у регуларном дијелу и играли су се продужеци. У последњем минуту продужетака, блокирао је ударац [Стивен Апија|Стивена Апије]] на гол линији, на одбијену лопту је натрчао Доминик Адија, а Суарез је зауставио његов ударац на гол линији рукама, направивши професионални фаул, како би спасио сигурни гол којим би Гана побиједила, због чега је добио црвени картон. Асамоа Ђан је шутирао пенал, али је погодио пречку, а Суарез, који је остао да види пенал, славио је због промашаја, након чега је отишао у свлачионицу. На пенале, Уругвај је побиједио 4:2 и пласирао се у полуфинале.
{{quote box|width=27%|align=left|quote=„Божија рука сада припада мени. Моја је права Божија рука.“|source=—Суарез, након што је користио руку у четвртфиналу Свјетског првенства против Гане, поредећи са голом који је постигао Дијего Марадона на Свјетском првенству [[Светско првенство у фудбалу 1986.|1986], а који је назван „Божија рука“.}}
Након утакмице, изјавио је: „направио сам одбрану првенства.“ Рекао је да није имао других могућности осим да реагује инстинктивно и да би поново урадио исто како би помогао тиму да побиједи. Селектор Гане — Милован Рајевац, изјавио је да је потез био неправедан, а Суареза је назвао зликовцем и варалицом. Навијачи и медији у Уругвају, описали су га као хероја. Због црвеног картона, аутоматски је суспендован једну утакмицу и није могао да игра у полуфиналу, а медији су то описали као пожртвованост јер није била велика шанса да ће Гана промашити пенал и да ће Уругвај касније побиједити.
Пошто је због црвеног картона био суспендован у полуфиналу против Холандије, Уругвају је недостајао други нападач [уз Форлана], који је лукав и покретљив и Уругвај је изгубио 3:2. Вратио се у утакмици за треће мјесто против Њемачке, а навијачи су му звиждали сваки пут кад би примио лопту, због потеза против Гане. Асистирао је Каванију код првог гола Уругваја, али је Њемачка побиједила 3:2, голом Самија Хедире у финишу. During the tournament, На првенству, одиграо је укупно 543 минута на шест утакмица и постигао је три гола.

### Копа Америка 2011.
Након Свјетског, уврштен је у тим за Копа Америку 2011. која је одржана у Аргентини. У утакмици против кола групне фазе, постигао је изједначујући гол у ремију 1:1 против Перуа, који је повео голом Паола Герера. У утакмици другог кола, против Чилеа, асистирао је Переири за гол у ремију 1:1, након чега је Уругвај побиједио Мексико у последњем колу и пласирао се у нокаут фазу са другог мјеста, са укупно пет бодова и без пораза.
У четвртфиналу, Уругвај је играо против Аргентине. Утакмица је завршена 1:1, а Уругвај је побиједио 5:4 на пенале; Суарез је подигао из пенала, док је за Аргентину промашио Карлос Тевез. У полуфиналу, постигао је оба гола у побједи 2:0 против Перуа и проглашен је за играча утакмице.
У финалу, Уругвај је играо против Парагваја, 24. јула. Након асистенције Дијега Переза, Суарез је постигао водећи гол у 12 минуту; Форлан је дао гол за 2:0 у 42 минуту, након чега је Суарез асистирао Форлану за 3:0 у 90 минуту и Уругвај је освојио рекордну 15 титулу на Копа Америци, прву од 1995. Суарез је постигао четири гола, уз двије асистенције и проглашен је за најбољег играча турнира.
Након турнира, у новембру 2011, постигао је сва четири гола у побједи од 4:0 против Чилеа у квалификацијама за Свјетско првенство 2014.

### Олимпијске игре 2012.
На дан 9. јула 2012, изабран је у састав тима за Олимпијске игре 2012, заједно са саиграчем из Ливерпула — Себастијаном Коатесом. На првој припремној утакмици пред почетак такмичења, против Чилеа, постигао је хет трик, у преокрету Уругваја од 0:2 до побједе 6:4.
Као један од три играча старија од 23 године, именован је за капитена репрезентације. Након побједе у првом колу против Уједињених Арапских Емирата, Уругвај је поражен од Сенегала и Велике Британије и испао је у групној фази, а Суарез није постигао ниједан гол.

### Куп Конфедерација 2013.
Након освајања Копа Америке, Уругвај се пласирао на Куп Конфедерација 2013, а Суарез је био дио тима. Постигао је гол из слободног ударца са 27 метара, у поразу 2:1 од Шпаније, у првом колу групне фазе, у Рецифеу. У утакмици трећег кола, ушао је у игру у 69 минуту и постигао је два гола, у побједи од 8:0 против Тахитија, чиме је постао најбољи стријелац Уругваја свих времена, са 35 голова, престигавши Форлана. У полуфиналу, Уругвај је изгубио од Бразила 2:1, а у утакмици за треће мјесто изгубио је од Италије 3:2 на пенале.

### Свјетско првенство 2014. и трећи инцидент са угризом
Квалификације за Свјетско првенство 2014 завршио је са 11 голова на 14 утакмица. У новембру 2013. Уругвај је побиједио Јордан 5:0 у континенталном плеј офу и пласирао се на првенство.
На дан 22. маја, оперисао је лијево кољено, због чега је био у колицима, што је довело до гласина да неће играти на првенству. Нашао се на списку играча за првенство, а на првој утакмици групне фазе, против Костарике, након чега је био стартер против Енглеске. Постигао је гол за вођство у 39 минуту на асистенцију Каванија; изједначио је Вејн Руни у 75, а Суарез је постигао свој други гол, за побједу од 2:1 у 85 минуту.

„То су једноставно ствари које се дешавају на терену. Били смо само нас двојица на простору, а он је улетио у мене раменом и тако је и моје око постало овако. Постоје ствари које се дешавају на терену и од њих не бисте требали правити тако велику ствар“.

— Суарез у интервјуу након утакмице против Италије на Свјетском првенству 2014.

„... Изгубио сам равнотежу ... падајући на противника ... Ударио сам се лицем у њега, остављајући малу модрицу на образу и јак бол у зубима.“

— Суарез пред дисциплинским комитетом ФИФА.

„... Истина је да је мој колега Ђорђо Кјелини претрпио физичке посљедице уједа у судару који је претрпио са мном ... Извињавам се Ђорђу Кјелинију и цијелој фудбалској породици. Завјетујем се јавности да више никада неће бити поновљеног инцидента попут овог.“

— Суарез 30. јуна 2014.
На последњој утакмици групне фазе, против Италије, Уругвају је била потребна побједа за пролаз, а Италији је одговарао и реми. У 79 минуту, при резултату 0:0, Суарез се сукобио са Ђорђом Кјелинијем, док је чекао лопту. Поновљени снимак је показао да се Суарез наслонио на Кјелинија и ујео га за раме, након чега је пао и ухватио се за главу, а Кјелини је показивао трагове уједа. Инцидент је био главна тема у медијима широм свијета. Фудбалери Италије су протествовали код судије што није казнио Суареза, а Уругвај је добио корнер, након којег је Дијего Годин постигао гол за побједу од 1:0 и пролаз у осмину финала.
Два дана касније, 26. јуна, дисциплински комитет ФИФА, казнио га је са девет утакмица суспензије из репрезентације, што је значило да неће моћи да настави да игра на првенству, као и на Копа Америци 2015. То је била највећа казна коју је неко добио у историји Свјетског првенства, надмашивши казну од осам утакмица суспензије коју је добио Мауро Тасоти на првенству 1994, јер је поломио нос Луису Енрикеу. Такође, кажњен је тиме да не смије да има учешћа ни у каквим активностима везаним за фудбал, укључујући тренинг са клубом и улазак на било који стадион четири мјесеца, уз 100,000 швајцарских франака које је морао да уплати комитету. У комитету је било седам чланова ФИФА, који су прегледали снимак са 34 разна угла камера и одбацили су одбрану Суареза да је угриз посљедица случајног судара, умјесто тога, у саопштењу су навели да је угриз био „промишљен, намјеран и без провокација... Са намјером да га повриједио [Кјелинија] или барем да га дестабилизује.“ Према објави ФИФА, казне су биле велике углавном јер му је то био трећи такав случај и јер није показао кајање због тога што је урадио. Недуго након суспензије, компанија за онлајн клађење — 888poker, раскинула је спонзорски уговор са Суарезом. Уругвај је изгубио у осмини финала 2:0 против Колумбије и испао је са Свјетског првенства.
Истог дана када је објављена казна, фудбалски савез Уругваја изјавио је да ће се жалити на пресуду. Његов адвокат, изјавио је „немамо никаквих сумњи“, по питању кампање која се водила у Европи против Суареза. Бројни Уругвајци бранили су Суареза, наводећи да није сигурно да ли је уопште угризао Кјелинија, а критиковали су већину казни; међу њима био је и предсједник Уругваја — Хосе Мухика, који је казну назвао фашистичком, а ФИФУ „групом старих кучкиних синова“. У одбрану Суареза стали су и предсједник фудбалског савеза Уругваја — Вилмар Валдез, Капитен репрезентације — Дијего Лугано и селектор — Оскар Табарез, који се повукао из двије преписке ФИФА у знак протеста. Уругвајски медији су такође углавном подржавали Суареза. Кјелини, који је угрижен, назвао је казну претјераном, док је Међународна унија играча — FIFPro, пружила Суарезу подршку, истичући да фокус мора да му буде на опоравку и озбиљном третману.
Шест дана након инцидента, 30. јуна, извинио се Кјелинију преко друштвене мреже Twitter и обећао је да више никада неће поновити такав инцидент, истичући да је он настао као резултат судара са Кјелинијем. Кјелини је одговорио, наговјештавајући да је све заборавио и да се нада да ће му ФИФА смањити казну.
На дан 3. јула, фудбалски савез Уругваја уложио је жалбу на казну, али је она одбијена од стране ФИФА 10. јула. Казна га није спрјечавала да пређе у други клуб, а 11. јула, објављено је да је прешао у Барселону. Неколико дана прије трансфера, његово извињење Кјелинију похвалили су бројни чланови Барселоне, међу којима и предсједник клуба — Јозеп Марија Бартомеу, који је изјавио да је извињење часно. Спортски директор Барселоне — Андони Зубизарета, рекао је да је довољно частан да призна грешку, док је Иван Ракитић, изјавио да Суарез има велики карактер и снагу.

### Копа Америка 2016. и Свјетско првенство 2018.
На дан 25. марта 2016, након више од годину паузе из репрезентације, вратио се у квалификацијама за Свјетско првенство 2018. и постигао је гол за реми 2:2 против Бразила, у Рецифеу. Укључен је у састав тима за Копа Америку сентенарио (2016), али је повреда коју је задобио у финалу Купа, 22. маја, угрозила његово мјесто у тиму. Ипак, нашао се на списку од 23 играча, али је морао да пропусти прве двије утакмице групне фазе, у којима је Уругвај изгубио од Мексика и Венецуеле. Није играо ни у утакмици последњег кола, у којој је Уругвај побиједио Јамајку 3:0, али је испао са такмичења.
У последњој утакмици квалификација за Свјетско првенство, постигао је гол у побједи од 4:2 против Боливије, чиме се Уругвај квалификовао на првенство, а Суарез се изједначио са Месијем на врху листе стријелаца у КОНМЕБОЛ квалификацијама, са 21 голом, срушивши рекорд који је држао Ернан Креспо. У марту 2018, Уругвај је освојио такмичење Кина куп, на којем је Суарез постигао 50 гол за репрезентацију, у финалу против Чешке, из пенала који је сам изборио, након што га је голман — Јиржи Павленка, фаулирао. На Свјетском првенству 2018, постигао је гол у побједи од 1:0 против Саудијске Арабије, у другом колу групне фазе, на својој стотој утакмици за репрезентацију. У последњој утакмици групне фазе, против Русије, постигао је гол из слободног ударца, у побједи од 3:0, чиме се Уругвај пласирао у осмину финала са првог мјеста у групи, са све три побједе. У осмини финала, асистирао је Каванију за водећи гол, у побједи од 2:1 против Португала и пролаз у четвртфинале, гдје је Уругвај испао од Француске, изгубивши 2:0.

### 2019—данас: Неуспјех на Копа Америци
У марту 2019, нашао се на списку од 23 играча за Копа Америку [[Копа Америка 2019.|2019], у Бразилу. На дан 16. јуна, постигао је трећи гол у побједи од 4:0 против Еквадора, у првом колу групне фазе, а такође је асистирао код гола Николасу Лодеиру.
Уругвај је завршио на првом мјесту на табели и пласирао се у четвртфинале, гдје је играо против Перуа. Током регуларног дијела, поништен му је гол због офсајда, након ВАР-а; утакмица је завршена 0:0, а на пенале, Суарез је једини промашио и Уругвај је испао.
У побједи од 2:1 против Чилеа, у првом колу, постигао је први гол у оквиру јужноамеричких квалификација за Свјетско првенство 2022, поставши тако први фудбалер у историји који је дао први гол у квалификацијама за три различита Свјетска првенства, након квалификација 2010. и 2014. Пет дана касније, 14. октобра, постигао је два гола у побједи од 4:2 против Еквадора, чиме је оборио рекорд Роналда по броју голова у међународним такмичарским мечевима од стране јужноамериканца. У трећем колу, постигао је гол из пенала у побједи од 3:0 на гостовању против Колумбије.

## Стил игре
Велики број прилика за гол ствара јаким ударцем и добром техником. Познат по директном трчању на противничке играче, склон је томе да им протура лопту кроз ноге. Навијачи Ливерпула, како би истакли колико је добар, носили су банер на којем је писало може протурити лопту кроз ноге сирени. Означен од стране многих као један од најбољих нападача свих времена, добар је голгетер, који је био најбољи стријелац у три различите најјаче европске лиге, што је прије њега успио да оствари само Руд ван Нистелрој.
Хари Редкнамп је изјавио да Суарез може да игра на било којој позицији у нападу, као најистуренији играч или као други нападач. Селектор репрезентације Уругваја — Оскар Табарез, назвао га је елитним фудбалером међу нападачима у свијету, док је тренер Ливерпула — Кени Даглиш, изјавио: „он је интелигентан, имао је фантастично образовање у Ајаксу.“ Бивши нападач Ливерпула — Џон Олдриџ, рекао је да му његове способности омогућавају да дође у позицију да постигне гол и избјегне одбрамбене играче. Тијери Анри, рекао је да је Суарез најбољи нападач на свијету, изјавивши: „он има све, Он вам је у лице, арогантан је, на добар начин, може да постигне гол из волеја, може да постигне главом. Он има опаку страну своје игре и нећу то назвати варањем. Зна да постиже голове.“
Хваљен је због свог рада на терену, and his quickness који му омогућава да напада споља. Такође, често заварава противнике као да ће да добаци лопту, што је у склопу његовог стила дриблинга. Током периода у Барселони, био је познат по томе што често постиже голове из волеја или полуволеја. Стекао је и репутацију да често постиже акробатске голове, шутирајући без равнотеже или у ваздуху или маказицама.
Ствара велики број прилика за гол за саиграче, због своје визије и способности за добар пас и има велики број асистенција током каријере, а у сезони 2015/16, завршио је као најбољи асистент Ла лиге. Бивши капитен Ливерпула — Стивен Џерард, у својој аутобиографији, истакао да да је Суарез несебичан, написавши: „необична је комбинација, бити изванредан фудбалер који је способан да користи свој дар како би несебично асистирао и стварао шансе за гол саиграчима“, а додао је: „Он постиже голове. Тешко је и ужасно играти против њега. Имате шансу да побиједите било кога на свијету са Луисом Суарезом у тиму.“
Поред тога што је плодан играч, често је хваљен због јаког менталитета и жеље за побједом. Његов бивши саиграч из Ливерпула — Џордан Хендерсон, назвао га је ратником, истичући да његов став улива самопоуздање међу његовим саиграчима. Џерард је похвалио његову жељу за успјехом, написавши: „Луис је играо за побједу на тренингу 5 на 5, као да јури Лигу шампиона или Свјетско првенство. Ако би његов тим изгубио, био би љут; увијек очајнички жели да побиједи.“ Тренер Атлетико Мадрида — Дијего Симеоне, похвалио је Суареза због жеље и енергије коју је донио клубу. Суарез је сам, у својој аутобиографији, изјавио да је тип играча који би убио самог себе само да спријечи гол у 90 минуту.
Бивши тренер Ајакса — Марко ван Бастен, критиковао је Суареза због склоности да добија жуте картоне. Ван Бастен је изјавио да је имао затегнут однос са Суарезом, али је додао: „Луис је непредвидљив, тешко је утицати на њега, али то га чини посебним.“ У то вријеме, Суарез је био доминантан, али није успијевао да свој труд претвори у голове. Упркос својој слабости, издвајао се као лидер Ајакса.

## Контроверзе
Често је оптуживан за симулирање фаулова како би добио прекршај. Његов тренер, саиграчи и бројни стручњаци, изјавили су да због репутације коју има код судија, често му се не свирају прави пенали. У јануару 2013, признао је да је симулирао прекршај током утакмице против Стоук Ситија у октобру 2012, због чега је тренер Ливерпула — Брендан Роџерс, изјавио да су његови поступци неприхватљиви да бити кажњен интерно од стране клуба. Током утакмице против Португала на Свјетском првенству 2018, након судара са играчима Португала, двапут је реаговао као да је повриједио главу, иако му играчи нису дотакли главу.
Постао је озлоглашен због тога што је више пута угризао противничке играче. На утакмици против Италије на Свјетском првенству 2014, на поновљеном снимку, дјеловало је као да угризао Кјелинија, због чега је суспендован на четири мјесеца. Док је играо за Ливерпул, угризао је Ивановића током утакмице са Челсијем, због чега је кажњен са десет утакмица суспензије; док је играо за Ајакс. Такође, оптужен је за ударање противника у Премијер лиги и Лиги Европе.
Због симулирања, уједања, ударања и других контроверзи, често је означаван као штеточина и варалица. У децембру 2013, шпански фудбалски сајт — El Gol Digital, смјестио је Суареза на пето мјесто своје листе најпрљавијих фудбалера.

## Медији и спонзорства
Имао је уговор са њемачком компанијом за производњу спортске опреме — Adidas, након чега је раскинуо уговор и потписао за ривалску компанију — Puma 2018. Године 2014, учествовао је у реклами за Beats Electronics, заједно са другим фудбалерима, као што су Анри и Нејмар, а тема је била „Игра прије игре“ и ритуал слушања музике прије утакмица. У Уругвају, појављивао се у рекламама за Abitab, Antel, Cablevisión, Garnier, Pepsi и Samsung.
Појављује се у серији видео игара FIFA, од стране компаније — EA Sports, а због његове суспензије након Свјетског првенства 2014, играчи видео игре FIFA 15, нису могли да га изаберу у тим док му није истекла суспензија, 26. октобра.
На друштвеној мрежи Instagram, има преко 35 милиона пратилаца до маја 2020, што је највише од било које особе из Уругваја.

## Приватни живот
Суарез је рођен у Салту, у Уругвају, од родитеља Сандре Дијаз и Родолфа Суареза, као четврти од седморо дјеце. Његов старији брат — Паоло Суарез, био је професионални фудбалер, који је последње играо за Исидоро Метапан из Ел Салвадора.
Са породицом се преселио у Монтевидео, са седам година, а родитељи су му се разишли када је имао девет година. У Монтевидеу, развио је фудбалске вјештине на улици, а такође је радио као улични чистач, са 15 година. Контраст између живота у Европи и сиромаштва у Уругвају наведен је као један од фактора који је допринио томе да буде агресиван на терену, као и могуће објашњење за опроштајније ставове уругвајске јавности и штампе према таквим случајевима, у поређењу са Европом. Осим матерњег језика, прича још холандски и енглески.
Суарез је мелез, а јавни записи упућују на то да му је дјед био црнац. Прича око етничког поријекла највише је избила у јавности након што је увриједио Евру на расној основи. На саслушању, објашњено је да је употреба ријечи negro била у пријатељском смислу, а његова мајка је изјавила да се то код њих користи у пријатељском смислу и да је то исто као када некога назовете дебелим, мршавим или слично.
Са Софијом Балби почео је да излази са 15 година, у Монтевидеу. Софијина породица се преселила у Барселону 2003, а Суарез се фокусирао на побољшање фудбалских способности јер је хтио да се пресели код ње у Европу, како би јој био ближи. Вјенчали су се 2009, 2010. добили су кћерку којој су дали име Делфина, након чега су добили два сина: Бенџамина 2013. и Лаутија 2018. Ћерки су дали име Делфина, јер је то анаграм на Енфилд, стадион његовог бившег клуба — Ливерпула, а има истетовирано њено име на ручном зглобу, коју љуби у склопу прославе голова; његова прослава налази се и у видео игри FIFA 15, по имену „пољуби зглоб“ Године 2014, преселио се у Барселону, што му је омогућило да живи ближе Софијиним родитељима, а након трансфера, изјавио је: „Ливерпул је урадио све што је могао да би ме задржао, али играти и живјети у Шпанији, гдје живи породица моје жене, је дугогодишњи сан и амбиција. Вјерујем да је сада прави тренутак.“ Године 2014. објавио је аутобиографију Прелазећи линију — моја прича. Пошто је у браку са држављанком Италије, у септембру 2020. полагао је Б1 испит како би добио италијанско држављанство, јер је хтио да пређе у Јувентус. положио је испит, након чега је тужилаштво тврдило да има доказе да је испит намјештен и да је раније договорено коју ће оцјену добити без обзира на то што не зна језик, због чега није прешао у Јувентус.

## Статистика каријере

### Клубови
Ажурирано након утакмице игране 22. маја 2021.
| Клуб              | Сезона            | Лига               | Лига   | Лига | Куп    | Куп  | Лига куп | Лига куп | Континентално | Континентално | Остало | Остало | Укупно | Укупно |
| Клуб              | Сезона            | Лига               | Утакм. | Гол. | Утакм. | Гол. | Утакм.   | Гол.     | Утакм.        | Гол.          | Утакм. | Гол.   | Утакм. | Гол.   |
| ----------------- | ----------------- | ------------------ | ------ | ---- | ------ | ---- | -------- | -------- | ------------- | ------------- | ------ | ------ | ------ | ------ |
| Насионал          | 2004/05.          | Уругвајска Примера | 0      | 0    | —      | —    | —        | —        | 1             | 0             | 0      | 0      | 1      | 0      |
| Насионал          | 2005/06.          | Уругвајска Примера | 27     | 10   | —      | —    | —        | —        | 3             | 0             | 4      | 2      | 34     | 12     |
| Насионал          | Укупно            | Укупно             | 27     | 10   | —      | —    | —        | —        | 4             | 0             | 4      | 2      | 35     | 12     |
| Гронинген         | 2006/07.          | Ередивизие         | 29     | 10   | 2      | 1    | —        | —        | 2             | 1             | 4      | 3      | 37     | 15     |
| Ајакс             | 2007/08.          | Ередивизие         | 33     | 17   | 3      | 2    | —        | —        | 4             | 1             | 4      | 2      | 44     | 22     |
| Ајакс             | 2008/09.          | Ередивизие         | 31     | 22   | 2      | 1    | —        | —        | 10            | 5             | –      | –      | 43     | 28     |
| Ајакс             | 2009/10.          | Ередивизие         | 33     | 35   | 6      | 8    | —        | —        | 9             | 6             | —      | —      | 48     | 49     |
| Ајакс             | 2010/11.          | Ередивизие         | 13     | 7    | 1      | 1    | —        | —        | 9             | 4             | 1      | 0      | 24     | 12     |
| Ајакс             | Укупно            | Укупно             | 110    | 81   | 12     | 12   | —        | —        | 32            | 16            | 5      | 2      | 159    | 111    |
| Ливерпул          | 2010/11.          | Премијер лига      | 13     | 4    | 0      | 0    | 0        | 0        | 0             | 0             | —      | —      | 13     | 4      |
| Ливерпул          | 2011/12.          | Премијер лига      | 31     | 11   | 4      | 3    | 4        | 3        | —             | —             | —      | —      | 39     | 17     |
| Ливерпул          | 2012/13.          | Премијер лига      | 33     | 23   | 2      | 2    | 1        | 1        | 8             | 4             | —      | —      | 44     | 30     |
| Ливерпул          | 2013/14.          | Премијер лига      | 33     | 31   | 3      | 0    | 1        | 0        | —             | —             | —      | —      | 37     | 31     |
| Ливерпул          | Укупно            | Укупно             | 110    | 69   | 9      | 5    | 6        | 4        | 8             | 4             | —      | —      | 133    | 82     |
| Барселона         | 2014/15.          | Ла лига            | 27     | 16   | 6      | 2    | —        | —        | 10            | 7             | —      | —      | 43     | 25     |
| Барселона         | 2015/16.          | Ла лига            | 35     | 40   | 4      | 5    | —        | —        | 9             | 8             | 5      | 6      | 53     | 59     |
| Барселона         | 201617.           | Ла лига            | 35     | 29   | 6      | 4    | —        | —        | 9             | 3             | 1      | 1      | 51     | 37     |
| Барселона         | 2017/18.          | Ла лига            | 33     | 25   | 6      | 5    | —        | —        | 10            | 1             | 2      | 0      | 51     | 31     |
| Барселона         | 2018/19.          | Ла лига            | 33     | 21   | 5      | 3    | —        | —        | 10            | 1             | 1      | 0      | 49     | 25     |
| Барселона         | 2019/20.          | Ла лига            | 28     | 16   | 0      | 0    | —        | —        | 7             | 5             | 1      | 0      | 36     | 21     |
| Барселона         | Укупно            | Укупно             | 191    | 147  | 27     | 19   | —        | —        | 55            | 25            | 10     | 7      | 283    | 198    |
| Атлетико Мадрид   | 2020/21.          | Ла лига            | 32     | 21   | 0      | 0    | —        | —        | 6             | 0             | —      | —      | 38     | 21     |
| Укупно у каријери | Укупно у каријери | Укупно у каријери  | 499    | 338  | 50     | 37   | 6        | 4        | 107           | 46            | 23     | 14     | 685    | 439    |

1. ↑  Укључује КНВБ куп, ФА куп и Куп краља
2. ↑  Укључује Енглески Лига куп
3. 1 2  Наступ(и) у Копа Либертадоресу
4. ↑  Два наступа и два гола у плеј офу Уругвајске Примере
5. 1 2  Наступ(и) у Купу УЕФА
6. 1 2  Наступ(и) у плеј офу Ередивизие
7. ↑  Два наступа и један гол у Лиги шампиона, два наступа у Купу УЕФА
8. 1 2  Наступ(и) у Лиги Европе
9. 1 2 3 4 5 6 7 8  Наступ(и) у Лиги шампиона
10. ↑  Наступ у Суперкупу Холандије (Јохан Кројф шилд)
11. ↑  Један наступ и један гол у УЕФА суперкупу, два наступа у Суперкупу Шпаније, два наступа и пет голова на Свјетском клупском првенству
12. 1 2 3 4  Наступ(и) Суперкупу Шпаније

### Репрезентација
Ажурирано након утакмице игране 13. новембра 2020. 
| Репрезентација | Година | Наступи | Голови |
| -------------- | ------ | ------- | ------ |
| Уругвај        |        |         |        |
| 2007           | 6      | 2       |        |
| 2008           | 10     | 4       |        |
| 2009           | 12     | 3       |        |
| 2010           | 11     | 7       |        |
| 2011           | 13     | 10      |        |
| 2012           | 8      | 4       |        |
| 2013           | 16     | 9       |        |
| 2014           | 6      | 5       |        |
| 2015           | —      | —       |        |
| 2016           | 8      | 3       |        |
| 2017           | 5      | 2       |        |
| 2018           | 11     | 6       |        |
| 2019           | 7      | 4       |        |
| 2020           | 3      | 4       |        |
| Укупно         | Укупно | 116     | 63     |

### Голови за репрезентацију
| ‡ | Гол из пенала |

| Број | Наступ | Датум              | Стадион                                                        | Противник         | Гол за | Коначан резултат | Такмичење                                 | Реф.    |
| ---- | ------ | ------------------ | -------------------------------------------------------------- | ----------------- | ------ | ---------------- | ----------------------------------------- | ------- |
| 1    | 3      | 13. октобар 2007.  | Стадион сентенарио, Монтевидео, Уругвај                        | Боливија          | 1:0    | 5:0              | Квалификације за Свјетско првенство 2010. | [ 430 ] |
| 2    | 5      | 18. новембар 2007. | Стадион сентенарио, Монтевидео, Уругвај                        | Чиле              | 1:0    | 2:2              | Квалификације за Свјетско првенство 2010. | [ 431 ] |
| 3    | 7      | 6. фебруар 2008.   | Стадион сентенарио, Монтевидео, Уругвај                        | Колумбија         | 2:2    | 2:2              | Пријатељска                               | [ 432 ] |
| 4    | 8      | 25. мај 2008.      | Рурстадион, Бохум, Њемачка                                     | Турска            | 1:0    | 3:2              | Пријатељска                               | [ 433 ] |
| 5    | 8      | 25. мај 2008.      | Рурстадион, Бохум, Њемачка                                     | Турска            | 2:2    | 3:2              | Пријатељска                               | [ 433 ] |
| 6    | 9      | 28. мај 2008.      | Стадион Улевал, Осло, Норвешка                                 | Норвешка          | 1:1    | 2:2              | Пријатељска                               | [ 434 ] |
| 7    | 21     | 10. јун 2009.      | Стадион Полидепортиво, Пуерто Ордаз, Венецуела                 | Венецуела         | 1:1    | 2:2              | Квалификације за Свјетско првенство 2010. | [ 435 ] |
| 8    | 24     | 9. септембар 2009. | Стадион сентенарио, Монтевидео, Уругвај                        | Колумбија         | 1:0    | 3:1              | Квалификације за Свјетско првенство 2010. | [ 436 ] |
| 9    | 25     | 10. октобар 2009.  | Олимпико Атахуалпа, Кито, Еквадор                              | Еквадор           | 1:1    | 2:1              | Квалификације за Свјетско првенство 2010. | [ 437 ] |
| 10   | 29     | 3. март 2010.      | АФГ арена, Санкт Гален, Швајцарска                             | Швајцарска        | 2:1    | 3:1              | Пријатељска                               | [ 438 ] |
| 11   | 33     | 22. јун 2010.      | Краљевски стадион Бафокенг, Рустенбург, Јужноафричка Република | Мексико           | 1:0    | 1:0              | Свјетско првенство 2010.                  | [ 439 ] |
| 12   | 34     | 26. јун 2010.      | Стадион Нелсон Мандела Беј, Гебеха, Јужноафричка Република     | Јужна Кореја      | 1:0    | 2:1              | Свјетско првенство 2010.                  | [ 440 ] |
| 13   | 34     | 26. јун 2010.      | Стадион Нелсон Мандела Беј, Гебеха, Јужноафричка Република     | Јужна Кореја      | 2:1    | 2:1              | Свјетско првенство 2010.                  | [ 440 ] |
| 14   | 37     | 8. октобар 2010    | Стадион Бунг Карно, Џакарта, Индонезија                        | Индонезија        | 2:1    | 7:1              | Пријатељска                               | [ 441 ] |
| 15   | 37     | 8. октобар 2010    | Стадион Бунг Карно, Џакарта, Индонезија                        | Индонезија        | 3:1    | 7:1              | Пријатељска                               | [ 441 ] |
| 16   | 37     | 8. октобар 2010    | Стадион Бунг Карно, Џакарта, Индонезија                        | Индонезија        | 5:1    | 7:1              | Пријатељска                               | [ 441 ] |
| 17   | 41     | 8. јун 2011.       | Стадион сентенарио, Монтевидео, Уругвај                        | Холандија         | 1:0    | 1:1              | Пријатељска                               | [ 442 ] |
| 18   | 43     | 4. јул 2011.       | Сан Хуан дел Бисентенарио, Сан Хуан, Аргентина                 | Перу              | 1:1    | 1:1              | Копа Америка 2011.                        | [ 443 ] |
| 19   | 47     | 19. јул 2011.      | Градски стадион, Ла Плата, Аргентина                           | Перу              | 1:0    | 2:0              | Копа Америка 2011.                        | [ 444 ] |
| 20   | 47     | 19. јул 2011.      | Градски стадион, Ла Плата, Аргентина                           | Перу              | 2–0    | 2:0              | Копа Америка 2011.                        | [ 444 ] |
| 21   | 48     | 24. јул 2011.      | Монумента, Буенос Ајрес, Аргентина                             | Парагвај          | 1:0    | 3:0              | Копа Америка 2011.                        | [ 445 ] |
| 22   | 50     | 7 October 2011     | Стадион сентенарио, Монтевидео, Уругвај                        | Боливија          | 1:0    | 4:2              | Квалификације за Свјетско првенство 2014. | [ 446 ] |
| 23   | 52     | 11. новембар 2011. | Стадион сентенарио, Монтевидео, Уругвај                        | Чиле              | 1:0    | 4:0              | Квалификације за Свјетско првенство 2014. | [ 447 ] |
| 24   | 52     | 11. новембар 2011. | Стадион сентенарио, Монтевидео, Уругвај                        | Чиле              | 2:0    | 4:0              | Квалификације за Свјетско првенство 2014. | [ 447 ] |
| 25   | 52     | 11. новембар 2011. | Стадион сентенарио, Монтевидео, Уругвај                        | Чиле              | 3:0    | 4:0              | Квалификације за Свјетско првенство 2014. | [ 447 ] |
| 26   | 52     | 11. новембар 2011. | Стадион сентенарио, Монтевидео, Уругвај                        | Чиле              | 4:0    | 4:0              | Квалификације за Свјетско првенство 2014. | [ 447 ] |
| 27   | 54     | 25. мај 2012.      | Стадион Локомотиве, Москва, Русија                             | Русија            | 1:0    | 1:1              | Пријатељска                               | [ 448 ] |
| 28   | 56     | 10. јун 2012.      | Стадион сентенарио, Монтевидео, Уругвај                        | Перу              | 1:0    | 4:2              | Квалификације за Свјетско првенство 2014. | [ 449 ] |
| 29   | 59     | 16. октобар 2012.  | Стадион Ернандо Силес, Ла Паз, Боливија                        | Боливија          | 1:4    | 1:4              | Квалификације за Свјетско првенство 2014. | [ 450 ] |
| 30   | 60     | 14. новембар 2012. | ПГЕ арена, Гдањск, Пољска                                      | Пољска            | 3:1    | 3:1              | Пријатељска                               | [ 451 ] |
| 31   | 62     | 22. март 2013.     | Стадион сентенарио, Монтевидео, Уругвај                        | Парагвај          | 1:0    | 1:1              | Квалификације за Свјетско првенство 2014. | [ 452 ] |
| 32   | 64     | 5. јун 2013.       | Стадион сентенарио, Монтевидео, Уругвај                        | Француска         | 1:0    | 1:0              | Пријатељска                               | [ 453 ] |
| 33   | 65     | 16. јун 2013.      | Арена Пернамбуко, Рецифе, Бразил                               | Шпанија           | 1:2    | 1:2              | Куп Конфедерација                         | [ 454 ] |
| 34   | 67     | 23. јун 2013.      | Арена Пернамбуко, Рецифе, Бразил                               | Тахити            | 7:0    | 8:0              | Куп Конфедерација                         | [ 455 ] |
| 35   | 67     | 23. јун 2013.      | Арена Пернамбуко, Рецифе, Бразил                               | Тахити            | 8:0    | 8:0              | Куп Конфедерација                         | [ 455 ] |
| 36   | 70     | 14. август 2013.   | Стадион Мијађи, Рифу, Јапан                                    | Јапан             | 3:0    | 4:2              | Кирин куп 2013.                           | [ 456 ] |
| 37   | 71     | 6. септембар 2013. | Национални стадион, Лима, Перу                                 | Перу              | 1:0‡   | 2:1              | Квалификације за Свјетско првенство 2014. | [ 457 ] |
| 38   | 71     | 6. септембар 2013. | Национални стадион, Лима, Перу                                 | Перу              | 2:0    | 2:1              | Квалификације за Свјетско првенство 2014. | [ 457 ] |
| 39   | 74     | 15. октобар 2013.  | Стадион сентенарио, Монтевидео, Уругвај                        | Аргентина         | 2:1    | 3:2              | Квалификације за Свјетско првенство 2014. | [ 458 ] |
| 40   | 78     | 19. јун 2014.      | Арена Коринтијанс, Сао Пауло, Бразил                           | Енглеска          | 1:0    | 2:1              | Свјетско првенство 2014.                  | [ 459 ] |
| 41   | 78     | 19. јун 2014.      | Арена Коринтијанс, Сао Пауло, Бразил                           | Енглеска          | 2:1    | 2:1              | Свјетско првенство 2014.                  | [ 459 ] |
| 42   | 81     | 13. октобар 2014.  | Стадион Ал Бураими, Ал Бураими, Оман                           | Оман              | 1:0    | 3:0              | Пријатељска                               | [ 460 ] |
| 43   | 81     | 13. октобар 2014.  | Стадион Ал Бураими, Ал Бураими, Оман                           | Оман              | 2:0    | 3:0              | Пријатељска                               | [ 460 ] |
| 44   | 82     | 13. новембар 2014. | Стадион сентенарио, Монтевидео, Уругвај                        | Костарика         | 1:1    | 3:3              | Пријатељска                               | [ 461 ] |
| 45   | 83     | 25. март 2016.     | Арена Пернамбуко, Рецифе, Бразил                               | Бразил            | 2:2    | 2:2              | Квалификације за Свјетско 2018.           | [ 462 ] |
| 46   | 86     | 6. септембар 2016. | Стадион сентенарио, Монтевидео, Уругвај                        | Парагвај          | 3:0    | 4:0              | Квалификације за Свјетско 2018.           | [ 463 ] |
| 47   | 88     | 11. октобар 2016.  | Стадион Метрополитано Роберто Мелендез, Баранквиља, Колумбија  | Колумбија         | 2:1    | 2:2              | Квалификације за Свјетско 2018.           | [ 464 ] |
| 48   | 95     | 10. октобар 2017.  | Стадион сентенарио, Монтевидео, Уругвај                        | Боливија          | 3:1    | 4:2              | Квалификације за Свјетско 2018.           | [ 465 ] |
| 49   | 95     | 10. октобар 2017.  | Стадион сентенарио, Монтевидео, Уругвај                        | Боливија          | 4:1    | 4:2              | Квалификације за Свјетско 2018.           | [ 465 ] |
| 50   | 96     | 23. март 2018.     | Спортски комплекс Гуангџи, Нанинг, Кина                        | Чешка             | 1:0    | 2:0              | Кина куп 2018.                            | [ 466 ] |
| 51   | 98     | 7. јун 2018.       | Стадион сентенарио, Монтевидео, Уругвај                        | Узбекистан        | 2:0‡   | 3:0              | Пријатељска                               | [ 467 ] |
| 52   | 100    | 20. јун 2018.      | Ростов арена, Ростов на Дону, Русија                           | Саудијска Арабија | 1:0    | 1:0              | Свјетско првенство 2018.                  | [ 468 ] |
| 53   | 101    | 25. јун 2018.      | Космос арена, Самара, Русија                                   | Русија            | 1:0    | 3:0              | Свјетско првенство 2018.                  | [ 469 ] |
| 54   | 104    | 7. септембар 2018. | Стадион NRG, Хјустон, САД                                      | Мексико           | 2:1    | 4:1              | Пријатељска                               | [ 470 ] |
| 55   | 104    | 7. септембар 2018. | Стадион NRG, Хјустон, САД                                      | Мексико           | 3:1‡   | 4:1              | Пријатељска                               | [ 470 ] |
| 56   | 107    | 7. јун 2019.       | Стадион сентенарио, Монтевидео, Уругвај                        | Панама            | 2:0    | 3:0              | Пријатељска                               | [ 471 ] |
| 57   | 108    | 16. јун 2019.      | Минеирао, Бело Оризонте, Бразил                                | Еквадор           | 3:0    | 4:0              | Копа Америка 2019.                        | [ 472 ] |
| 58   | 109    | 20. јун 2019.      | Гремио арена, Порто Алегре, Бразил                             | Јапан             | 1:1    | 2:2              | Копа Америка 2019.                        | [ 473 ] |
| 59   | 113    | 18. новембар 2019. | Стадион Бломфилд, Тел Авив, Израел                             | Аргентина         | 2:1    | 2:2              | Пријатељска                               | [ 474 ] |
| 60   | 114    | 8. октобар 2020.   | Стадион сентенарио, Монтевидео, Уругвај                        | Чиле              | 1:0‡   | 2:1              | Квалификације за Свјетско првенство 2022. | [ 475 ] |
| 61   | 115    | 13. октобар 2020.  | Стадион Родриго Паз Делгадо, Кито, Еквадор                     | Еквадор           | 1:4‡   | 2:4              | Квалификације за Свјетско првенство 2022. | [ 476 ] |
| 62   | 115    | 13. октобар 2020.  | Стадион Родриго Паз Делгадо, Кито, Еквадор                     | Еквадор           | 2:4‡   | 2:4              | Квалификације за Свјетско првенство 2022. | [ 476 ] |
| 63   | 116    | 13. новембар 2020. | Стадион Метрополитано Роберто Мелендез, Баранквиља, Колумбија  | Колумбија         | 2:0‡   | 3:0              | Квалификације за Свјетско првенство 2022. | [ 477 ] |

Напомена: У утакмици против Перуа у оквиру квалификација за Свјетско првенство 2014, Уругвај је побиједио 4:2. Првобитни извјештај ФИФА показује да је Суарез постигао први гол, али је такође ФИФА објавила нови извјештај, у којем пише да је Себастијан Коатес стријелац. Други извори такође приписују гол Коатесу. а такође је Суарез сам изјавио да је Коатес дао гол и он није наведен.

## Успјеси

### Клупски
Насионал
- Прва лига Уругваја (1): 2005/06

Ајакс
- Ередивизие. (1): 2010/11[482]
- Куп Холандије. (1): 2009/10

Ливерпул
- Лига куп. (1): 2011/12

Барселона
- Ла лига. (4): 2014/15, 2015/16, 2017/18, 2018/19
- Куп краља. (4): 2014/15, 2015/16, 2016/17, 2017/18
- Суперкуп Шпаније. (2): 2016, 2018
- Лига шампиона. (1): 2014/15
- УЕФА суперкуп: 2015
- Свјетско клупско првенство. (1): 2015

Атлетико Мадрид
- Ла лига. (1): 2020/21

Насионал
- Прва лига Уругваја (1): 2022

### Репрезентација
Уругвај
- Копа Америка. (1): 2011
- Кина куп. (1): 2018

### Индивидуално
- Фудбалер године Ајакса (2): 2008/09, 2009/10[483]
- Фудбалер године у Холандији (1): 2009/10[484]
- Најбољи стријелац Ередивизие (1): 2009/10[485]
- IFFHS најбољи стријелци у првим лигама (3): 2010, 2014, 2016[486]
- Најбољи играч Копа Америке (1): 2011[487]
- Идеални тим Копа Америке (1): 2011[488]
- Фифина Златна лопта: 6 мјесто 2011,[489] 5 мјесто 2015[490]
- Златна лопта: 4 мјесто 2016[491]
- Најбољи ФИФА фудбалер: 5 мјесто 2016[492]
- Тим сезоне Премијер лиге (2): 2012/13,[493] 2013/14[494]
- Фудбалер године Ливерпула (2): 2012/13,[495] 2013/14[496]
- Играч мјесеца Премијер лиге (2): децембар 2013, март 2014[497]
- Играч године Ливерпула по избору играча: 2013/14[496]
- Гол сезоне Ливерпула (1): 2013/14[496]
- Играч године у Енглеској по избору играча (1): 2013/14[498]
- Играч године у Енглеској по избору новинара (1): 2013/14[499]
- Фудбалер године Премијер лиге (1): 2013/14[497]
- Најбољи стријелац Премијер лиге (1): 2013/14[497]
- Играч године у Енглеској по избору навијача (1): 2013/14[500]
- Златна копачка. (2): 2013/14, 2015/16[501][502]
- УЕФА најбољи фудбалер Европе: 8 мјесто 2014, 2 мјесто 2015, 4 мјесто 2016[181][503]
- Трофеј ЕФЕ (1): 2014/15[504]
- Тим сезоне Лиге шампиона (2): 2014/15, 2015/16[505]
- Тим сезоне по избору европских медија (3): 2013/14, 2014/15, 2015/16[506]
- Златна лопта на Свјетском клупском првенству (1): 2015[185]
- Најбољи стријелац на Свјетском клупском првенству (1): 2015[185]
- Најкориснији играч финала Свјетског клупског првенства (1): 2015[507]
- Трофеј Пичичи (најбољи стријелац Ла лиге) (1): 2015/16[502]
- Најбољи стријелац Купа краља (1): 2015/16[508]
- Играч године Ла лиге (1): 2015/16[509]
- Играч сезоне Барселоне (1): 2015/16[510]
- Тим сезоне Ла лиге (2): 2015/16, 2016/17[511][512]
- FIFPro најбољих 11 (1): 2016[513]
- ФИФА FIFPro најбољих 11 други тим (3): 2014, 2015, 2017[514][515][516]
- ФИФА FIFPro најбољих 11 трећи тим (1): 2018[517]
- ФИФА FIFPro најбољих 11 четврти тим (1): 2013[518]
- FIFA ФИФА FIFPro најбољих 11 номинација: 2019 (седми нападач)[519]
- Играч мјесеца Ла лиге (4): мај 2016, децембар 2017,[520] октобар 2018, децембар 2019[521]